# Markwayne Mullin
Mark Wayne “Markwayne” Mullin (Tulsa, 1977. július 26. –) amerikai üzletember, MMA-versenyző és politikus, aki 2023 óta az Egyesült Államok szenátora Oklahoma államból. A Republikánus Párt tagja, 2013 és 2023 között Oklahoma második kongresszusi körzetének képviselője az Egyesült Államok Képviselőházában. Mullin az első őshonos amerikai szenátor Ben Nighthorse Campbell 2005-ös visszavonulása óta és mindössze a második cseroki indián, akit beválasztottak a Szenátusba, Robert Latham Owen után.
Mullin egyike volt azon republikánus képviselőknek, akik népszerűsítették és támogatták azt az alaptalan nézőpontot, hogy Donald Trump nyerte meg a 2020-as elnökválasztást és a demokraták ellopták tőle azt. Támogatta a választási csalás vádjával induló pereket Texasban, amiket végül a bíróságok ejtettek megfelelő bizonyíték hiányában. Mullin támogatója az abortusz teljes betiltásának, még szexuális erőszak és vérfertőzés esetében is, illetve akkor is, ha az anya élete veszélyben van. Ellenzi a transznemű személyek sporteseményeken való részvételét.

## Választási eredmények

### Képviselőházi választások
| Párt     | Jelölt           | Szavazatok | %      |
| -------- | ---------------- | ---------- | ------ |
|          | Markwayne Mullin | 143 701    | 57,3%  |
|          | Rob Wallace      | 96 081     | 38,3%  |
| FÜG      | Michael G. Fulks | 10 830     | 4,3%   |
| Összesen | Összesen         | 250 612    | 100,0% |

| Párt     | Jelölt                        | Szavazatok | %      |
| -------- | ----------------------------- | ---------- | ------ |
|          | Markwayne Mullin (hivatalban) | 110 925    | 70,0%  |
|          | Earl Everett                  | 38 964     | 24,6%  |
| FÜG      | Jon Douthitt                  | 8 518      | 5,4%   |
| Összesen | Összesen                      | 158 407    | 100,0% |

| Párt     | Jelölt                        | Szavazatok | %      |
| -------- | ----------------------------- | ---------- | ------ |
|          | Markwayne Mullin (hivatalban) | 189 839    | 70,6%  |
|          | Joshua Harris-Till            | 62 387     | 23,2%  |
| FÜG      | John McCarthy                 | 16 644     | 6,2%   |
| Összesen | Összesen                      | 268 870    | 100,0% |

| Párt     | Jelölt                        | Szavazatok | %      |
| -------- | ----------------------------- | ---------- | ------ |
|          | Markwayne Mullin (hivatalban) | 140 451    | 65,0%  |
|          | Jason Nichols                 | 65 021     | 30,1%  |
| FÜG      | John Foreman                  | 6 390      | 3,0%   |
|          | Richard Castaldo              | 4 140      | 1,9%   |
| Összesen | Összesen                      | 216 002    | 100,0% |

| Párt     | Jelölt                        | Szavazatok | %      |
| -------- | ----------------------------- | ---------- | ------ |
|          | Markwayne Mullin (hivatalban) | 216 511    | 75,0%  |
|          | Danyell Lanier                | 63 472     | 22,0%  |
|          | Richie Castaldo               | 8 544      | 3,0%   |
| Összesen | Összesen                      | 288 527    | 100,0% |

### Szenátusi választások

#### Előválasztások
| Párt     | Jelölt                   | Szavazatok | %      |
| -------- | ------------------------ | ---------- | ------ |
|          | Markwayne Mullin         | 156 087    | 43,62% |
|          | T. W. Shannon            | 62 746     | 17,53% |
|          | Nathan Dahm              | 42 673     | 11,92% |
|          | Luke Holland             | 40 353     | 11,28% |
|          | Scott Pruitt             | 18 052     | 5,04%  |
|          | Randy J. Grellner        | 15 794     | 4,41%  |
|          | Laura Moreno             | 6 597      | 1,84%  |
|          | Jessica Jean Garrison    | 6 114      | 1,71%  |
|          | Alex Gray (visszalépett) | 3 063      | 0,86%  |
|          | John F. Tompkins         | 2 332      | 0,65%  |
|          | Adam Holley              | 1 873      | 0,52%  |
|          | Michael Coibion          | 1 261      | 0,35%  |
|          | Paul Royse               | 900        | 0,25%  |
| Összesen | Összesen                 | 357 845    | 100,0% |

| Párt     | Jelölt           | Szavazatok | %      |
| -------- | ---------------- | ---------- | ------ |
|          | Markwayne Mullin | 183 118    | 65,08% |
|          | T. W. Shannon    | 98 246     | 34,92% |
| Összesen | Összesen         | 281 364    | 100,0% |

#### Szövetségi választások
| Párt     | Jelölt           | Szavazatok | %      |
| -------- | ---------------- | ---------- | ------ |
|          | Markwayne Mullin | 710 643    | 61,8%  |
|          | Kendra Horn      | 405 389    | 35,2%  |
|          | Robert Murphy    | 17 386     | 1,5%   |
| FÜG      | Ray Woods        | 17 063     | 1,5%   |
| Összesen | Összesen         | 1 150 481  | 100,0% |

## MMA-eredmények
| Eredmény | Teljesítmény | Ellenfél      | Típus    | Esemény        | Dátum              | Menet | Idő  | Helyszín                          |
| -------- | ------------ | ------------- | -------- | -------------- | ------------------ | ----- | ---- | --------------------------------- |
| Győztes  | 3–0          | Clinton Bonds | TKO      | XFL            | 2007. április 7.   | 2     | 1:27 | Tulsa, Oklahoma, Egyesült Államok |
| Győztes  | 2–0          | Clinton Bonds | Alávetés | XFL Superbrawl | 2007. február 3.   | 2     | N/A  | Tulsa, Oklahoma, Egyesült Államok |
| Győztes  | 1–0          | Bobby Kelley  | Alávetés | XFL            | 2006. november 11. | 1     | 0:46 | Miami, Oklahoma, Egyesült Államok |